# Briáxis

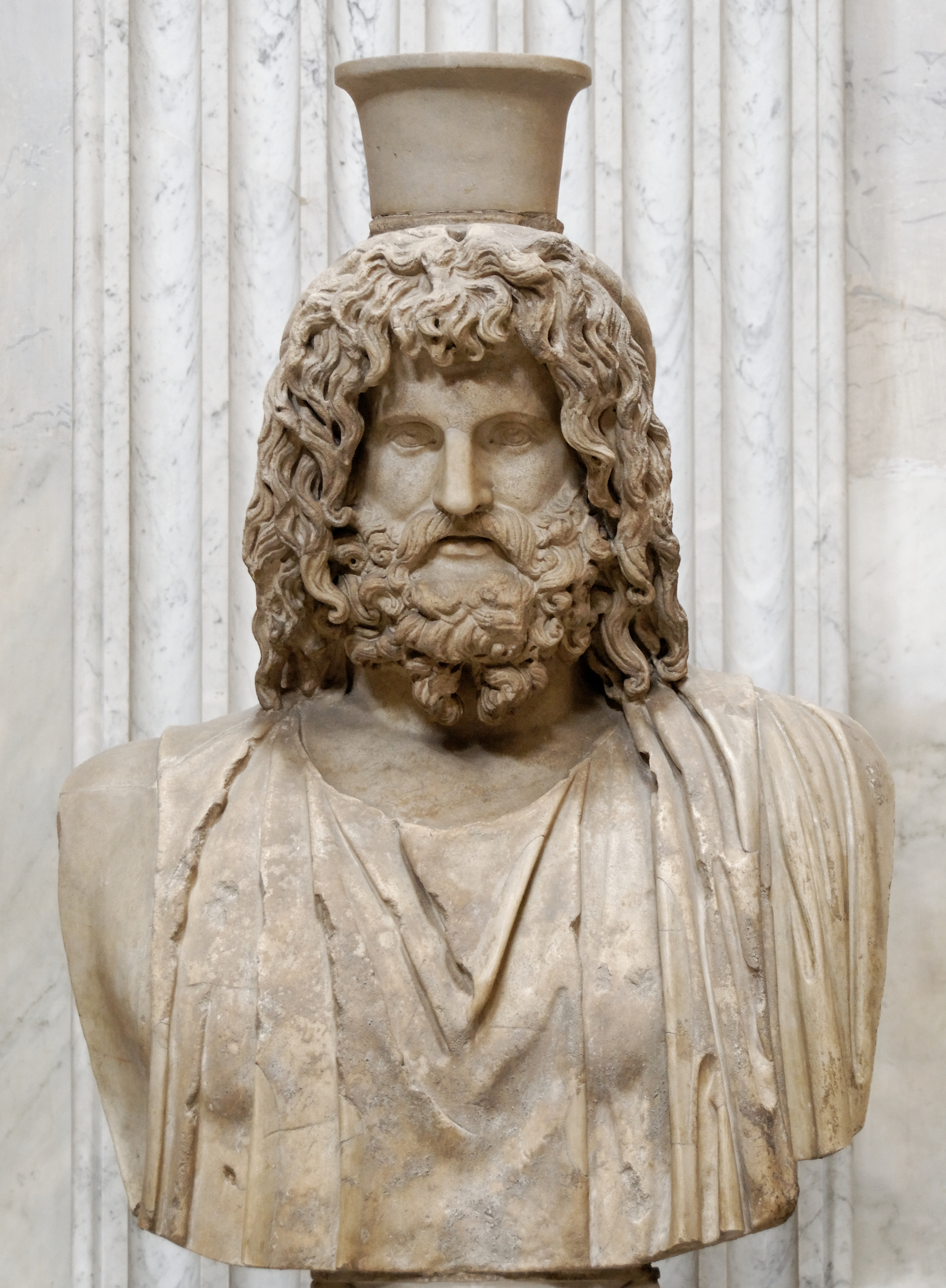
Busto de Serápis. Cópia romana do Briáxis original.

Briáxis (grego antigo : Βρύαξις ou Βρύασσις; fl. 350 AC) foi um escultor grego. Ele criou as esculturas no lado norte do mausoléu de Mausolo em Halicarnasso, que foi encomendado pela rainha Artemísia II de Caria em memória de seu irmão e marido, Mausolo. Os outros três maiores escultores de seu tempo, Leocarés, Escopas e Timóteo, foram cada um responsável por um lado da sepultura. A tumba foi concluída três anos após a morte de Mausolo e um ano após a morte de Artemísia. Alguns autores alegam que Briáxis criou uma famosa estátua colossal de Serápis no templo de Alexandria; entretanto, de acordo com Michaelis, Athenodoros Cananites expressamente apontou que o Briáxis conectado com a estátua Alexandrina era apenas um homônimo do famoso Briáxis. As obras de Briáxis incluem uma estátua de bronze de Seleuco, rei da Síria, 5 enormes estátuas em Rodes, e uma estátua de Apolo em Daphne perto de Antioquia.